# کاخ اسقف‌نشین کیتو

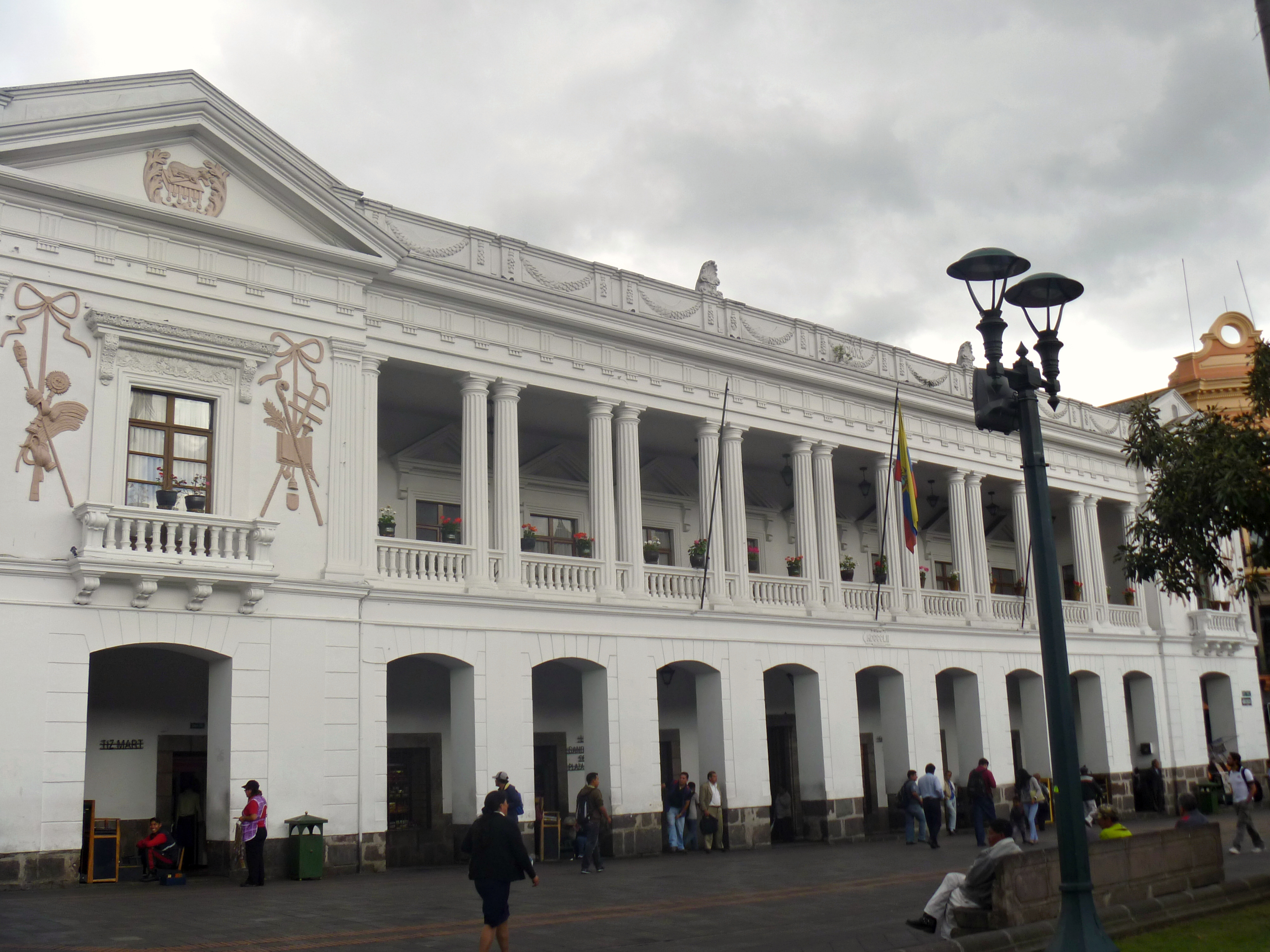

کاخ اسقف‌نشین کیتو (به اسپانیایی: Palacio arzobispal de Quito) ساختمانی با معماری کاخ‌مانند است که در مرکز تاریخی شهر کیتو ساخته شده است. این بنا در گوشه شرقی خیابان‌های شیلی و ونزوئلا قرار دارد و یکی از چهار ساختمانی است که پلازا د لا ایندپندنسیا را از سمت شمال احاطه کرده‌اند. این کاخ مقر اسقف‌نشین متروپولیتن کیتو و اقامتگاه رسمی اسقف اعظم کیتو و رهبر کلیسای اکوادور است.

## پیشینه
در ۲۰ دسامبر ۱۵۳۴، با دستور بنیان‌گذار شهر، ناحیه کلیسایی کیتو تأسیس شد و قطعه زمینی به نخستین کشیش آن، کشیش خوان د رودریگز، اختصاص یافت. همچنین، قطعات زمین در بخش جنوبی میدان اصلی به ساخت کلیسای ناحیه‌ای اختصاص داده شد که امروزه کلیسای جامع متروپولیتن کیتو است. کیتو در ابتدا تحت مدیریت اسقف‌نشین پاناما بود، اما در ۵ سپتامبر ۱۵۳۶ به اسقف‌نشین کوزکو و سپس در ۱۴ مه ۱۵۴۱ به اسقف‌نشین لیما منتقل شد.
در ۸ ژانویه ۱۵۴۵، پاپ پاپ پائولوس سوم دستور ایجاد اسقف‌نشین سن فرانسیسکو د کیتو را صادر کرد که در ۱۳ آوریل ۱۵۴۶ با ورود گارسیا دیاز آریاس، کشیش دیوسسانی اهل تولدو از لیما، اجرایی شد. در این دوران تا سال ۱۷۸۹، این اسقف‌نشین شامل کل قلمرو دادگاه سلطنتی کیتو بود که از پاستو (کلمبیا) در شمال تا پیورا در جنوب امتداد داشت.
در ۱۳ ژانویه ۱۸۴۸، پاپ پیوس نهم اسقف‌نشین کیتو را به سطح اسقف‌نشین متروپولیتن ارتقا داد و آن را از تابعیت لیما خارج کرد. پس از این، کیتو به اسقف‌نشین‌های کوئنکا و گایاکیول نظارت داشت. اما تا سال ۱۹۹۵، سه اسقف‌نشین متروپولیتن دیگر در اکوادور یعنی گایاکیول، کوئنکا و پورتوویخو نیز ایجاد شدند. در نتیجه، با حکمی که در ۱۱ نوامبر ۱۹۹۵ صادر شد، کلیسای جامع کیتو و اسقف اعظم کیتو به عنوان رهبر کلیسای کاتولیک اکوادور تعیین شدند.

## تاریخچه کاخ

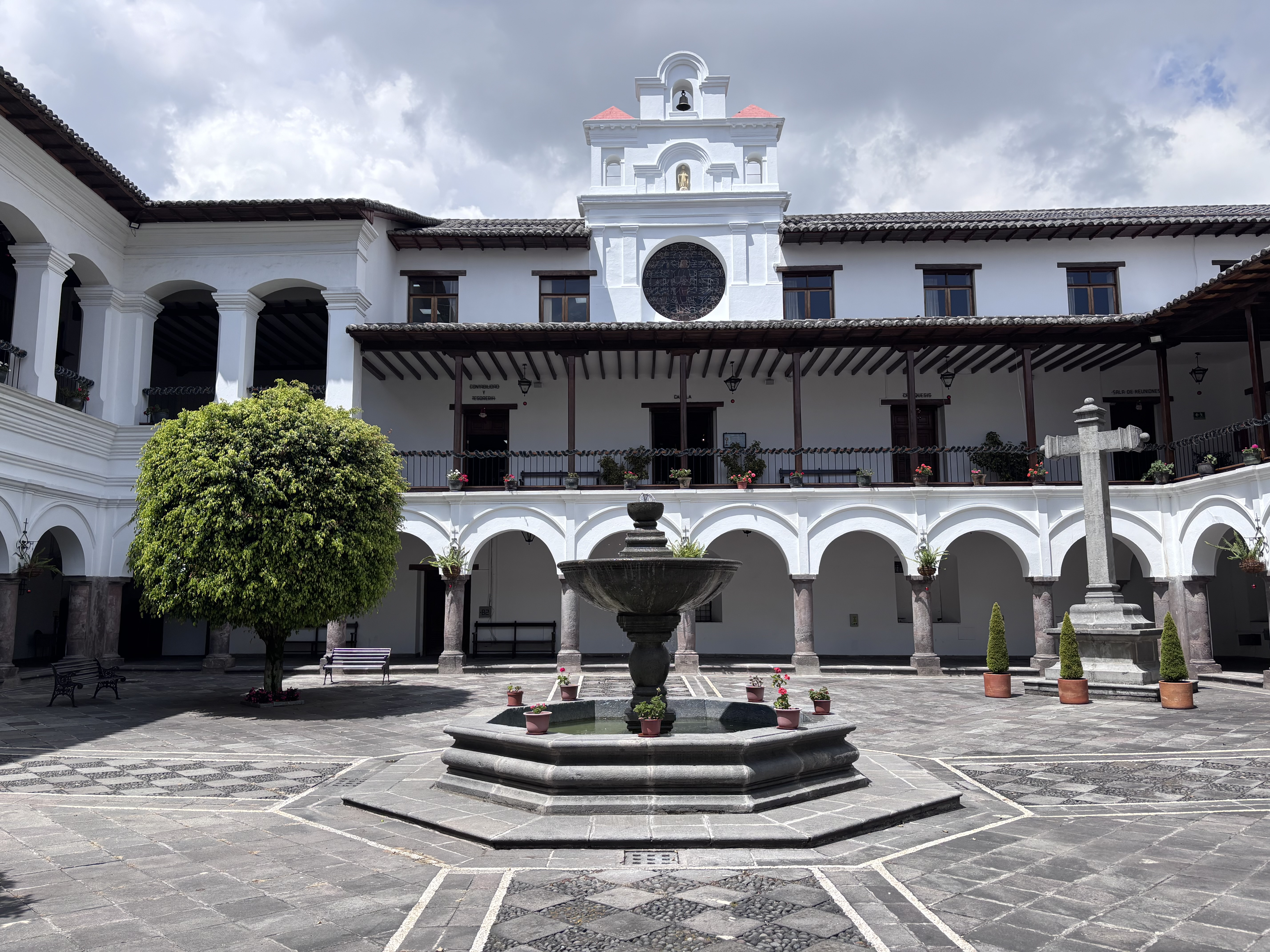
حیاط داخلی.

در سال‌های ابتدایی پس از تأسیس شهر، کشیشان کیتو در خانه‌های مختلفی در اطراف کلیسای جامع زندگی می‌کردند. اما پس از تأسیس اسقف‌نشین کیتو در ۱۵۴۶، مجوز خرید قطعه زمینی که پیش‌تر به فاتح اسپانیایی، نونیز د بونیلا و وارثانش تعلق داشت، صادر شد و در گوشه شمال‌شرقی میدان اصلی، کاخ اسقف‌نشین کیتو در همان نقطه‌ای که امروزه قرار دارد، بنا شد.
ساختار اصلی کاخ در سال ۱۷۷۵، با ورود معمار اسپانیایی آنتونیو گارسیا تغییر یافت. او که در ساخت کاخ کاروندلت نیز نقش داشت، عناصر معماری نئوکلاسیک اروپایی را به کاخ اضافه کرد، از جمله نماهای برجسته با تاج‌های مثلثی و نقش‌برجسته‌های نماد واتیکان در سمت چپ و نماد اسقف‌نشین کیتو در سمت راست.
تغییرات گارسیا تا سده ۲۰ پابرجا ماند، اما در این دوره بازسازی‌هایی انجام شد که برخی از ویژگی‌های اصلی، به‌ویژه در فضای داخلی کاخ را تغییر داد. این تغییرات عمدتاً در سال ۱۹۷۸ صورت گرفت، زیرا اسقف اعظم وقت معتقد بود که به دلیل قدمت مواد اولیه بنا، ساختمان خطرناک شده است. با این حال، این تغییرات بیشتر به تقویت ساختاری و به‌روزرسانی تأسیسات برق و لوله‌کشی محدود شد.